# A Fórmula
A Fórmula (estilizado como Δ FO²rMµLα)  é uma série de televisão brasileira produzida e exibida pela TV Globo que estreou no dia 6 de julho de 2017. Escrita por Marcelo Saback e Mauro Wilson, conta com a direção geral de Flávia Lacerda e Patricia Pedrosa, sob a direção artística de Flávia Lacerda.
Conta com Drica Moraes, Fábio Assunção, Luisa Arraes, Klebber Toledo e Emílio de Mello nos papéis principais.

## Enredo
Angélica Dantas (Drica Moraes) é uma cientista inteligente e de prestígio, investe todas as suas fichas em um experimento que promete prolongar a vida humana. Ela decide ser cobaia de seu próprio experimento. Mas, ao usar a fórmula, é surpreendida por um efeito colateral inusitado: durante algumas horas, volta a ter a aparência que tinha aos 20 anos. Feliz com o resultado de seu estudo, ela tem mais uma surpresa ao descobrir que Ricardo Montenegro (Fábio Assunção) é o novo dono do laboratório em que trabalha. Angélica resolve usar a fórmula para dar uma lição em Ricardo após o fim do namoro na década de 80, pois eles queriam seguir carreira na área da ciência e se inscrevem para uma bolsa de estudos em Harvard. Mas uma reviravolta do destino faz com que apenas um deles consiga a bolsa, e o relacionamento, que parecia mais forte que tudo  chegou ao fim. O plano parecia simples: recuperar a patente do seu estudo usando sua versão mais jovem, que recebe o nome de Afrodite (Luisa Arraes). Mas as coisas não saem como o esperado e ela acaba se envolvendo com o empresário, ao perceber que tem a chance de reviver seu grande amor.

## Elenco
| Intérprete       | Personagem                       |
| ---------------- | -------------------------------- |
| Drica Moraes     | Angélica Dantas                  |
| Drica Moraes     | Neide Dantas (jovem)             |
| Fábio Assunção   | Ricardo Montenegro               |
| Luisa Arraes     | Angélica Dantas (jovem)          |
| Luisa Arraes     | Afrodite                         |
| Klebber Toledo   | Ricardo Montenegro (jovem)       |
| Emílio de Mello  | Ângelo Gláucio Ferreira (Divino) |
| Tony Tornado     | Lisboa                           |
| Joelson Medeiros | Otávio                           |
| Paulo Américo    | Lisboa (jovem)                   |
| Brenno Leone     | Otávio (jovem)                   |

### Participações especiais
| Intérprete           | Personagem               |
| -------------------- | ------------------------ |
| Cláudia Raia         | Samira Alcântara         |
| Ana Rosa             | Neide Dantas             |
| Fernanda Marques     | Samira Alcântara (jovem) |
| Fátima Bernardes     | Ela mesma                |
| Thaty Taranto        | Lorena                   |
| Paulo de Pontes      | Barreto                  |
| João Vithor Oliveira | Fotógrafo                |
| Lellêzinha           | Figurinista              |
| Rafaela Amado        | Rosário                  |

## Música
- "Tabajone", Ismael Lô
- "Tabajone", Tony Tornado
- "Asa Morena", Zizi Possi
- "Tempo Perdido", Legião Urbana

## Exibição
Foi reexibida em 3 de setembro de 2019 em formato de filme na Sessão da Tarde.
Foi novamente reprisada em 27 de abril de 2025, dentro do Corujão e no mesmo formato de 2019, fazendo parte das comemorações dos 60 anos da TV Globo.